# Puerto Vallarta (stad)

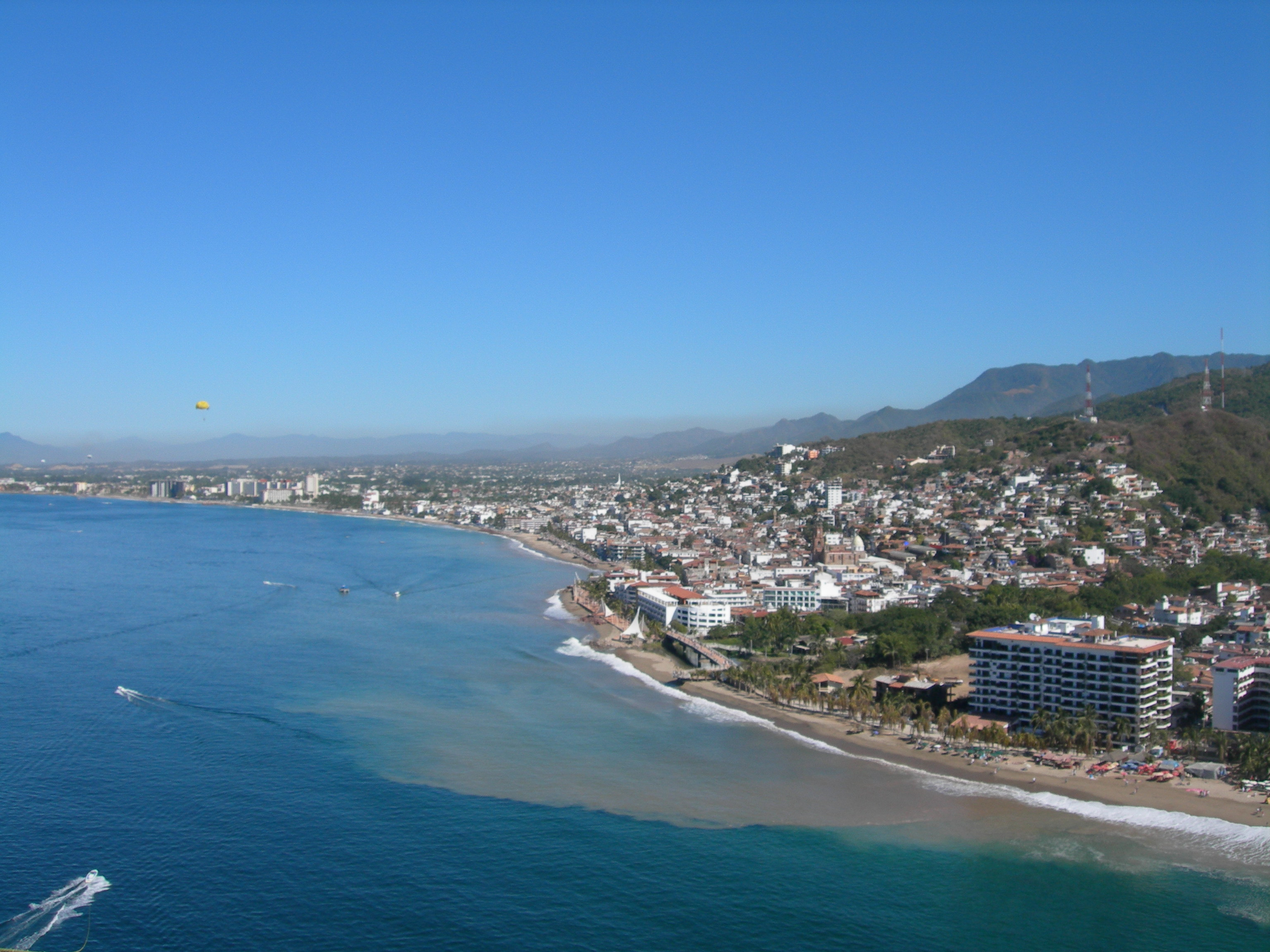
Het strand van Puerto Vallarta

Puerto Vallarta is een stad in Jalisco in Mexico, gelegen aan de Baai van Banderas aan de Grote Oceaan. Puerto Vallarta heeft 203.342 inwoners (census 2010) en is de hoofdplaats van de gemeente Puerto Vallarta.
Puerto Vallarta dankt zijn naam aan de 19e-eeuwse Mexicaanse politicus Ignacio Vallarta. De stad heeft een internationale luchthaven.

## Economie
Met 5 miljoen overnachtingen per jaar is het op Cancún en Acapulco na de drukst bezochte badplaats van Mexico. Zo is het een populaire Spring break-bestemming en leggen er veel cruiseschepen aan.

## Geschiedenis
De omgeving van Puerto Vallarta werd waarschijnlijk al in 580 v.Chr. bewoond.
Puerto Vallarta was lange tijd een onbeduidend plaatsje. De stad werd populair toen hier in 1963 de film The Night of the Iguana werd opgenomen. Door alle publiciteit werd de stad bekend en groeide het na verloop van tijd uit tot een populaire toeristenbestemming.

## Bezienswaardigheden
- Puerto Vallarta heeft een grote promenade langs het water, genaamd de Malecon. Dit is het middelpunt van het uitgaansleven.
- Het plein genaamd Plaza de Armas ligt aan het eind van de Malecon. Op dit plein is een openluchttheater te vinden.
- La Iglesia de Nuestra Senora de Guadalupe is de belangrijkste kerk van de stad.
- Teatro Saucedo
- Het Tequilamuseum, ook aan het Plaza de Armas

## Festivals
- In de maand mei wordt elk jaar de stichting van de stad gevierd tijdens het Meifestival.
- Van 1 tot 12 december wordt het Guadalupefestival gevierd.

## Trivia
- In 1987 werd in de omgeving de film Predator opgenomen.
- In 1991 werd het eerste seizoen van de televisieserie Tropical Heat in Puerto Vallarta opgenomen.